# Ube (Yamaguchi)
Pour les articles homonymes, voir Ube.
Ube (宇部市, Ube-shi) est une ville de la préfecture de Yamaguchi, au Japon.

## Géographie

### Situation
Ube est située à l'extrémité ouest de l'île de Honshū, dans la région du Chūgoku.

### Démographie
En mars 2011, la population d'Ube était estimée à 173 629 habitants répartis sur une superficie de 287,69 km2 (densité de population de 604 hab./km2).

### Topographie
Le nord d'Ube est une région montagneuse ; le sud fait face à la mer intérieure de Seto.

### Hydrographie
Ube est traversée par le fleuve Koto.

### Climat
La situation géographique d'Ube lui confère un climat tempéré, aux étés humides et aux hivers assez secs. La température moyenne est de 16,4 °C et le niveau de précipitations moyen est de 1 180 mm.
Du printemps à l'automne, la région d'Ube est régulièrement frappée par des typhons.

## Transport
Ube dispose de l'aéroport de Yamaguchi-Ube (en), ainsi que d'un port important. Le transport terrestre est assuré par la San'yō Expressway (en).
La ville est desservie par les lignes Onoda, Sanyō et Ube de la JR West. Les principales gares sont celles d'Ube et d'Ube-Shinkawa.

## La politique environnementale
L'industrie du charbon était très active au sortir de la Seconde Guerre mondiale. Cela a entraîné d'importants problèmes de pollution, conduisant en 1949 à la création d'un Comité de régulation des retombées de poussières luttant contre la pollution de l'air. L'efficacité du « modèle Ube » a été récompensée par le palmarès mondial des 500 du programme des Nations unies pour l'environnement en 1997.

## Culture locale et patrimoine

### Patrimoine architectural
- Le temple Sorin est un temple bouddhique, vieux de 1 200 ans[3].
- Le Watanabe Memorial Hall, à la mémoire de Yusaku Watanabe, a été conçu par l'architecte Tōgo Murano. Le bâtiment sert de salle de concert et est utilisé pour les manifestations culturelles[3].

Après la Seconde Guerre mondiale, la reconstruction de la ville en ruine s'est accompagnée d'une volonté des habitants de transformer leur ville en cité utopique. Un musée en plein air a été créé en 1961 avec l'objectif de permettre à tous les artistes, reconnus ou non, de s'exprimer librement. Un concours à thème est organisé tous les deux ans, sans autre contrainte que de réaliser des travaux reliés au thème. Sont donc exposées des œuvres réalistes et abstraites, utilisant un large spectre de matériaux.

### Patrimoine naturel

#### Parc Tokiwa
Ube se définit comme une ville de « verdure, fleurs et sculptures, ». Le parc Tokiwa, à proximité du lac Tokiwa, a une superficie de 188 hectares. La végétation se compose notamment de cerisiers, d'iris et de chrysanthèmes. Une des attractions principales du parc est le populaire pélican blanc Cutta-kun. On y trouve aussi de nombreux cygnes. Presque une centaine de sculptures y sont exposées en permanence.

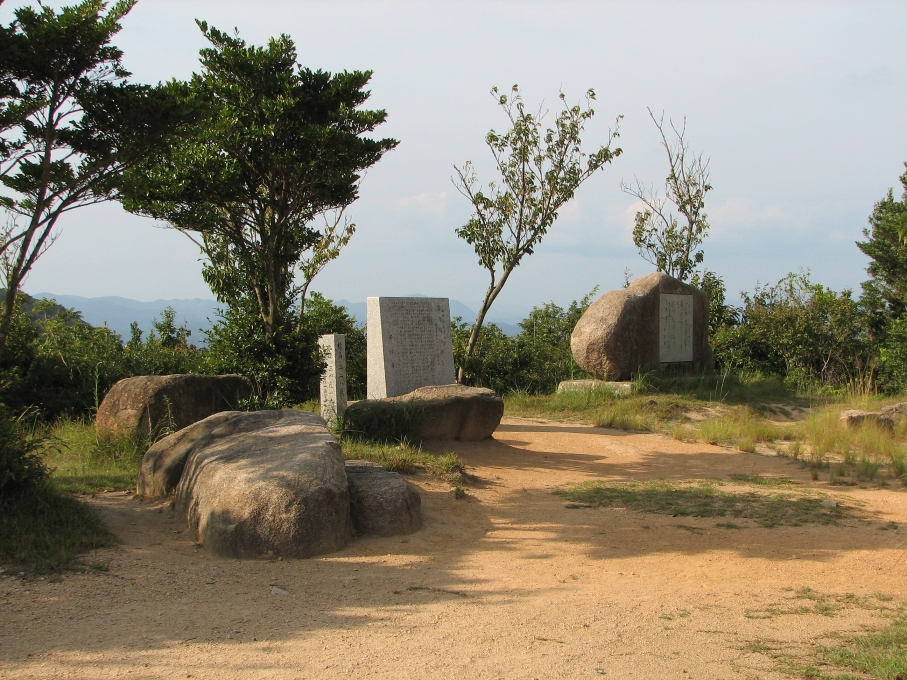
Ruines du château Shimofuri.
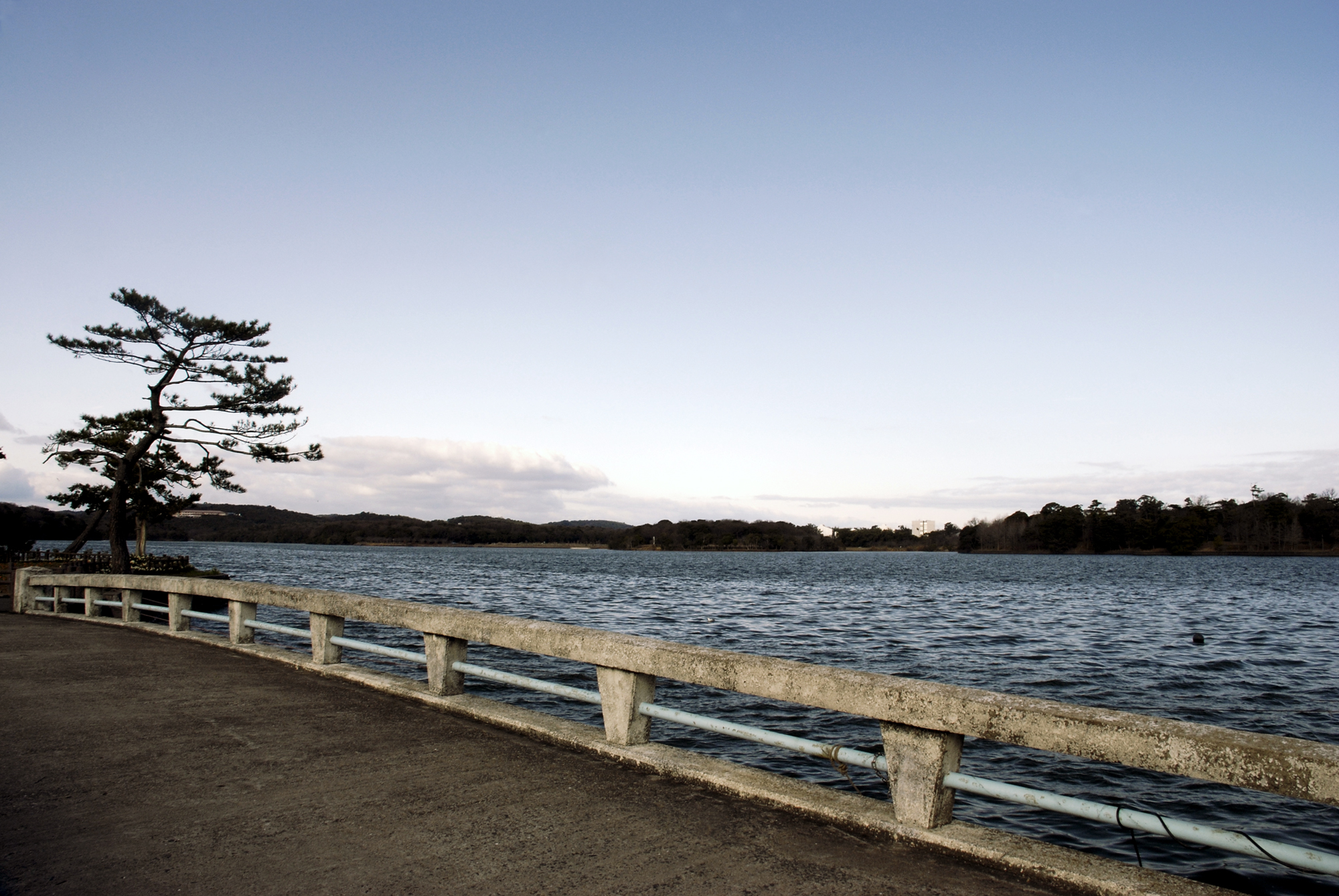
Un pont dans le parc Tokiwa.
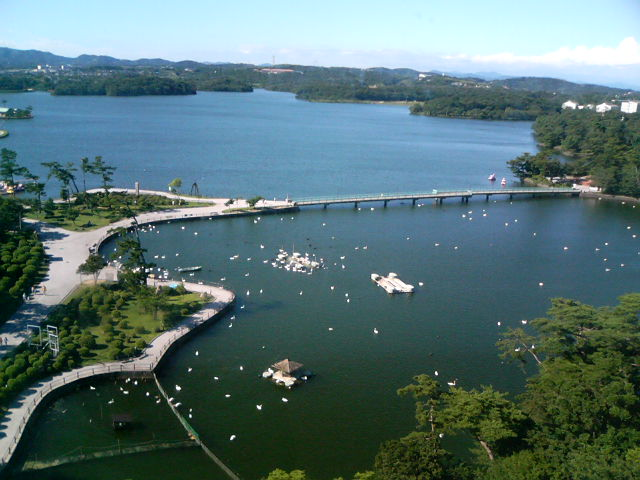
Vue aérienne du parc Tokiwa.
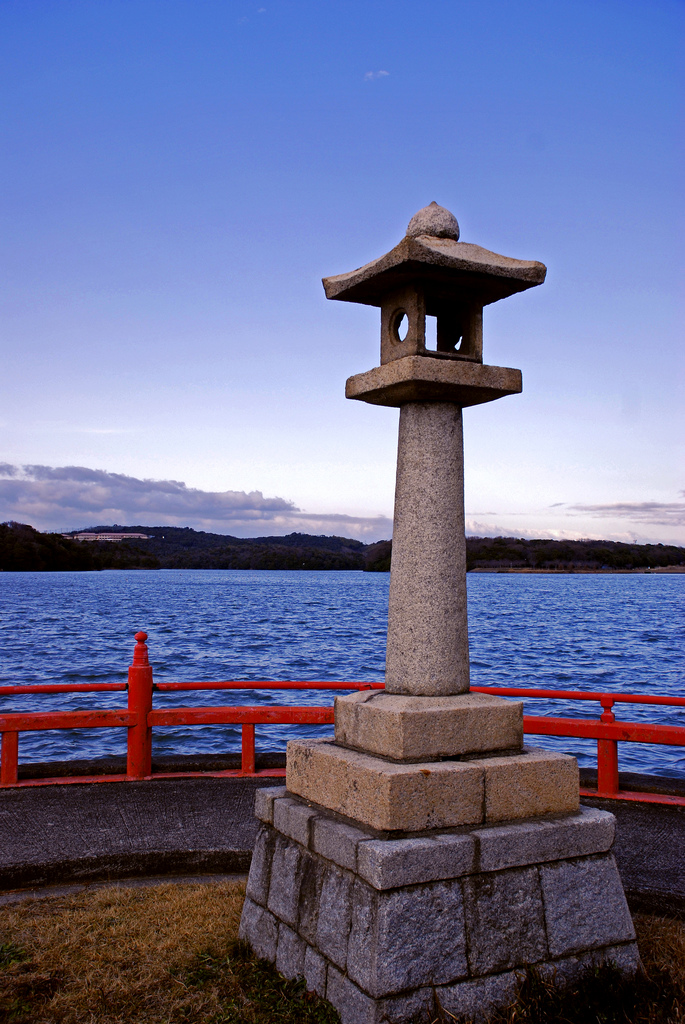
À proximité du lac Tokiwa.

## Personnalités liées à la ville
- Hideaki Anno (né en 1960), réalisateur
- Naoto Kan (né en 1946), Premier ministre du Japon
- Aimi Kobayashi (née en 1995), pianiste
- Sayumi Michishige (née en 1989), idole japonaise

## Jumelages
Ube est jumelée avec la ville australienne de Newcastle depuis 1980 et avec la ville de Weihai de la province du Shandong en Chine depuis 1992.

## Symboles municipaux
L'arbre symbole d'Ube est le camphrier ; les fleurs symboles sont la sauge et l'azalée.